# Fabrikkirche Winterthur

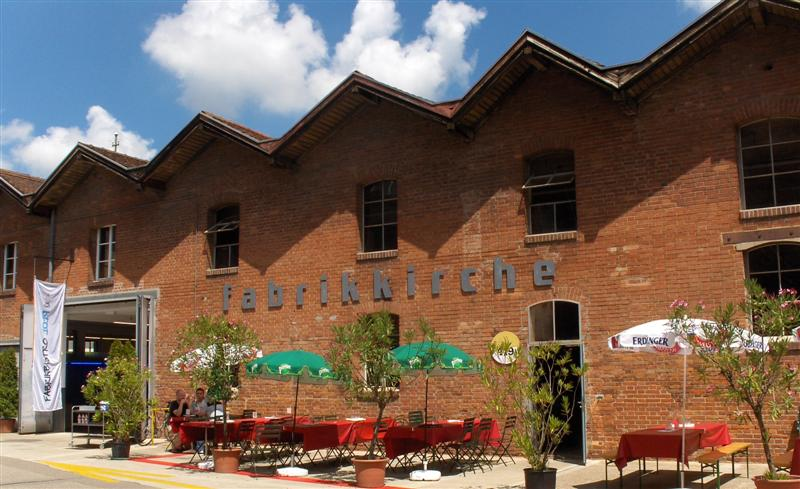
Die ehemalige Lokalität der ref. Fabrikkirche Winterthur

Die Fabrikkirche Winterthur war eine der ersten Jugendkirchen der Schweiz. Der Name der Institution geht auf ein Fabrikgebäude zurück, welches zwischen 2007 und 2017 als Versammlungsraum genutzt wurde. Im Sommer 2020 beendete die Fabrikkirche Winterthur ihre Tätigkeit.

## Geschichte
Im Jahr 2003 wurden der Pfarrer Matthias Girgis und der Jugendsozialarbeiter Nik Gugger von der evangelisch-reformierten Landeskirche des Kantons Zürich mit dem Aufbau einer Jugendkirche für die Stadt Winterthur beauftragt. Im Zentrum des neuen Projektes standen moderne Gottesdienstformen, welche Jugendliche und junge Erwachsene ansprechen sollten. Die Veranstaltungen der Jugendkirche Winterthur fanden in den ersten Jahren in unterschiedlichen Lokalitäten und mit Event-Charakter statt.
Im Jahr 2010 wurde die Fabrikkirche Winterthur durch einen Beschluss der Zentralkirchenpflege Winterthur zum festen Bestandteil der kirchlichen Angebote in Winterthur.
In den Jahren 2007 bis 2017 hatte die Jugendkirche Winterthur ihren Standort auf dem Sulzer-Areal Winterthur. Eine ehemalige Fabrikhalle verlieh der Jugendkirche Winterthur ihren heutigen Namen. Von 2007 bis 2013 betrieb die Fabrikkirche in der Halle ein Mittagsbistro. Im Februar 2017 musste die bisher genutzte Fabrikhalle einem Neubauprojekt weichen und wurde abgerissen. Damit verlor die Fabrikkirche ihren bisherigen Versammlungsraum. Von 2017 bis zu ihrer Auflösung im Jahr 2020 betrieb die Fabrikkirche ein Mittagsbistro im Restaurant Akazie im Zentrum von Winterthur.

## Angebot
Die Fabrikkirche Winterthur veranstaltete Gottesdienste, war sozialdiakonisch tätig und organisierte Veranstaltungen für Jugendliche und Erwachsene.
In der Sozialdiakonie engagiert sich die Institution unter anderem mit Projekten im zweiten Arbeitsmarkt. Ein kirchlicher Büroservice führte Kopier- und Versandaufträge aus oder half bei der Gestaltung von Webseiten und Drucksachen.
Die Veranstaltungen der Fabrikkirche (z. B. MontagsBlues, WunderBar) regten auf unkonventionelle Art zu Diskussionen an.
Die Fabrikkirche Winterthur bot zudem Praktika für Sozialarbeitende und Studierende der Theologie an und war Einsatzbetrieb für Zivildienstleistende.